# Ràinfeld
Ràinfeld (en rus: Райнфельд) és un poble de l'óblast d'Omsk, a Rússia, que en el cens del 2010 tenia 235 habitants. Pertany al districte rural de Mariànovka.